# Csépai Eszter
Csépai Eszter (Budapest, 1986. július 6. –) magyar színésznő. 

## Életpályája
Az Alternatív Közgazdasági Gimnáziumban érettségizett. 2004-2006 között az Új Színház stúdiósa volt. 2006-2009 között a Kaposvári Egyetem színművész szakán tanult, Mohácsi János osztályában. 2009-től szabadúszóként dolgozik. Szinkronizálással is foglalkozik.

## Filmes és televíziós szerepei
- A renitens (2024)
- Oltári történetek (2022)
- Alvilág (2019)
- Drakulics elvtárs (2018)
- Napszállta (2018)
- A martfűi rém (2016)
- Saul fia (2015)
- Viharsarok (2014)
- Isteni műszak (2013)